# Spelaeomyces
Spelaeomyces là một chi nấm thuộc họ Fomitopsidaceae.